# Mirra (Alfieri)
Mirra è una tragedia scritta tra il 1784 e 1786 da Vittorio Alfieri; è l'ultima realizzata dopo il Saul.
La tragedia è incentrata sul sentimento incestuoso che prova la giovane Mirra nei confronti del padre Ciniro, e sul conflitto interiore della protagonista. Infatti Mirra contemporaneamente maledice il fato per averla fatta nascere figlia del padre e anche la madre per gelosia; tuttavia prova anche uno struggente senso di colpa. Quindi il conflitto interiore che si viene a instaurare è fra la passione incestuosa e la natura insieme alle convenzioni sociali. Mirra si libererà da una situazione insostenibile, apparendo però rea ai suoi familiari. La tragedia è dedicata a Luisa Stolberg, contessa d'Albany, compagna di vita del poeta.

## Trama
Il re di Cipro Ciniro e la regina Cecri promettono la loro unica figlia Mirra in sposa a Pereo, futuro re dell'Epiro. Mirra, però, è stata condannata da Venere ad amare il padre a causa di un oltraggio alla bellezza della dea perpetrato da Cecri. Euriclèa, nutrice di Mirra, completa i personaggi della tragedia.

### Atto I
Euriclèa e la regina si confidano le proprie preoccupazioni sullo stato di salute di Mirra, che vedono infelice nonostante il fidanzamento con Pereo, principe dalle virtù ammirevoli. Euriclèa fa a Cecri un pietoso racconto dei tormenti a cui Mirra è in preda, che le fanno pensare che la giovane non riesca ad amare Pereo, anche se è certa che non vi sia nessun altro a cui si possa rivolgere il suo affetto.
Ciniro dice poi alla moglie che, anche se la ragion di stato lo spinge a farsi amico il re dell'Epiro, non potrà mai costringere Mirra a sposarsi contro la propria volontà («Padre, mi fea natura; il caso, re.»), e chiede a Cecri di riferirlo alla figlia.

### Atto II
Ciniro fa chiamare Pereo, che è felice di avere come futuro genero, e gli domanda se è convinto che Mirra ne ricambi l'amore. Pereo descrive lo strano 
e indeciso comportamento di Mirra, che oscilla tra il desiderio di affrettare il matrimonio e quello di rinviarlo, senza mai dare giustificazioni. Egli si dice disposto a rinunciare a Mirra piuttosto che vederla infelice, se ella non lo ama.
Quando Mirra e Pereo si incontrano, ella si conferma nella sua condotta tentennante, ma giura che comunque non sposerà altri che lui, e infine chiede che il matrimonio abbia luogo immediatamente, a condizione che lei e Pereo lascino il paese, per sempre, il giorno seguente.
Quindi si incontrano Mirra ed Euriclèa. Quest'ultima dice alla ragazza che è stata al tempio di Venere, per invocare un aiuto per Mirra stessa, ma che le è parso che la dea rifiutasse sdegnosamente i suoi voti, invitandola a lasciare il tempio. Mirra conferma di volersi sposare, ma dice di sentire che la morte si appresta e che morirà in brevissimo tempo.

### Atto III
Ha luogo un colloquio tra Mirra e i suoi genitori. La giovane continua ad essere assillata dai tormenti, ma riconosce i grandi pregi di Pereo, e ottiene da Ciniro e Cecri il loro consenso a farle lasciare Cipro il giorno dopo lo sposalizio, quindi si ritira per preparare l'imminente solennità.
Cecri confessa a Ciniro che una volta, ebbra di felicità al pensiero di avere un marito e una figlia così meravigliosi, giunse ad insultare Venere, rifiutando di offrirle incenso, e vantandosi che la bellezza di Mirra avrebbe attratto a Cipro più devoti che il culto della dea. Dopo quell'episodio ebbero inizio le sofferenze di Mirra.
Ciniro crede che l'unica salvezza per Mirra sia di lasciare Cipro immediatamente. Pereo si sente inquieto all'idea di una partenza così improvvisa, a cui ora viene sollecitato anche da Ciniro e Cecri, ma si lascia convincere che è per poter meglio disporre dell'amore di Mirra e si dispone ai preparativi.

### Atto IV
Mirra dice a Euriclèa di essere pronta per la cerimonia e di essere dispiaciuta di non poterla portare con sé. Giunge Pereo, e Mirra gli assicura di essere pronta a una vita di felicità con lui, e che sarà lui che la libererà dalle proprie sofferenze, ma gli dice che non dovrà nominare mai più Cipro o i suoi genitori.
Si comincia a preparare il rito, ed entrano i sacerdoti e il coro. Si cantano alcuni inni, durante i quali Mirra è colta da un momento di parossismo, inizia a dire parole insensate e annuncia che le Furie si sono impossessate di lei. Nell'orrore generale, Pereo annuncia la fine della loro unione, e fugge disperato. Ciniro rimprovera la figlia per il suo comportamento.
Quando rimane sola con la madre, Mirra accusa Cecri di essere la causa di tutta la propria infelicità per averla messa al mondo e le dice che avrebbe dovuto aiutarla ad uccidersi, ma poi, confusa, le chiede perdono, e sostiene che c'è una forza misteriosa che parla in lei.

### Atto V
Ciniro è addolorato per la morte di Pereo, di cui è appena venuto a conoscenza. Giunta Mirra, le racconta che Pereo si è tolto la vita subito dopo la sua partenza.
Ciniro è convinto che Mirra sia innamorata di qualcun altro, e le fa capire che acconsentirà all'unione, per la sua felicità, chiunque egli sia, ma insiste per sapere di chi si tratta. Mirra risponde confusamente cercando di nascondere il segreto, ma infine, esausta e messa alle strette dalle insistenze del padre, fa la terribile ammissione di essere innamorata di Ciniro stesso, che rimane inorridito. Mirra, appena terminata la confessione, sfila la spada a Ciniro e si trafigge mortalmente.
Entrano Cecri ed Euriclèa, ma non possono far altro che ascoltare la triste storia dalle labbra di Ciniro. Mirra muore, rimproverando Euriclèa di non averle procurato una spada prima che confessasse al padre il suo iniquo amore:

## Commento
La novità straordinaria della tragedia è che al centro non presenta più il "Titano" alfieriano, con la sua febbre di grandezza e la lotta contro i limiti che la ostacolano, ma un'umanità più semplice, in cui si mescolano nobiltà spirituale e debolezza ed in cui si rivela la miseria universale del vivere. Dopo la celebrazione della magnanimità indomita, in questa tragedia Alfieri effonde la sua pietà per l'infelice sorte degli uomini, simboleggiata da Mirra, in particolare dal suo dissidio interiore, innocente e colpevole, vittima di un "qualcosa" che si sviluppa dentro di lei e di cui non è responsabile, ma da cui è contaminata e distrutta. Non vi è più lo scontro della volontà dell'eroe con il mondo esterno, ma il conflitto si trasferisce nel profondo della coscienza, tra la passione sconvolgente, che nulla può soffocare, e la legge morale che l'eroina accetta senza residui. La tragedia si interiorizza, l'eroe non è più un essere gigantesco e monolitico, ma una figura intimamente contrastata e perplessa.

## Edizioni
- Vittorio Alfieri, Tragedie, Sansoni 1985
- Vittorio Alfieri. Agamennone. Mirra. Introduzione e note di Vittore Branca. Fabbri editori, Milano 1995.